# Ricardo Catalá
Ricardo Catalá Salgado Junior (São Paulo, Estado de São Paulo, Brasil; 28 de abril de 1982) es un entrenador brasileño de fútbol.

## Carrera profesional
Su primer puesto como entrenador absoluto fue en el Cadete A del Esportiu Europa en 2005, pero dejó el club en 2007 y se incorporó al Audax al año siguiente, siendo nombrado responsable de la categoría sub-17.
El 13 de noviembre de 2013 se unió a Maurício Barbieri como su asistente en Red Bull Brasil. El 11 de octubre de 2017 fue designado entrenador para la siguiente campaña, sin embargo fue despedido el 3 de 2018 tras una racha de malos resultados.
El 23 de abril de 2019 fue nombrado al frente de Mirassol. El 6 de noviembre después de llegar a las semifinales de la Copa Paulista (la mejor posición del club en el torneo), renovó su contrato por un año más.
Catalá llevó a Mirassol a las semifinales del Campeonato Paulista 2020, a pesar de perder a 18 jugadores del primer equipo por la pandemia de COVID-19. El 29 de agosto reemplazó al despedido Thiago Carpini al frente del Guaraní, pero fue destituido el 7 de octubre.
El 29 de diciembre de 2020 fue anunciado al frente de São Bernardo. El 1 de octubre del año siguiente después de ganar el Campeonato Paulista Série A2 dejó el club y se hizo cargo de Operário Ferroviário en la segunda división brasileña.
El 19 de marzo de 2022 dejó Operário por mutuo acuerdo y regresó a Mirassol pocas horas después.

## Trayectoria
| Entrenador        |                             |           |
| País              | Club                        | Año       |
| Bandera de España | Europa: U-17                | 2005-2007 |
| Bandera de Brasil | Audax: U-17                 | 2008-2013 |
| Bandera de Brasil | Red Bull Brasil (asistente) | 2014-2018 |
| Bandera de Brasil | Red Bull Brasil             | 2018      |
| Bandera de Brasil | Mirassol                    | 2019-2020 |
| Bandera de Brasil | Guarani                     | 2020      |
| Bandera de Brasil | São Bernardo                | 2021      |
| Bandera de Brasil | Operário de Ponta Grossa    | 2021-2022 |
| Bandera de Brasil | Mirassol                    | 2022-2023 |
| Bandera de Brasil | Remo                        | 2024      |
| Bandera de Brasil | São Bernardo                | 2024-Act. |

## Palmarés

### Club
San Bernardo
- Campeonato Paulista Serie A2: 2021

Mirassol
- Campeonato Brasileño de Serie C: 2022

### Distinciones individuales
- Campeonato Paulista: mejor entrenador de 2020 (compartido con Vanderlei Luxemburgo)